# یوج (قزوین)
یوج (قزوین)، روستایی از توابع بخش رودبار شهرستان شهرستان قزوین در استان قزوین ایران است. اهالی یوج به گویش مراغی که از گویش‌های زبان تاتی است صحبت می‌کنند، این روستا داری اماکن جذاب دیدنی می‌باشد، شغل مردمان روستا کشاورزی، و اغلب دارای باغات گیلاس و فندق و گردو هستند.

## جمعیت
این روستا در دهستان رودبار محمد زمانی قرار دارد و براساس سرشماری عمومی نفوس و مسکن ایران(۱۳۸۵) جمعیت آن ۳۵۰ نفر (۷۰ خانوار) بوده است.